# Иттрийпентаникель
Иттрийпентаникель — бинарное неорганическое соединение
никеля и иттрия
с формулой Ni5Y,
кристаллы.

## Получение
- Спекание стехиометрических количеств чистых веществ:

{\displaystyle {\mathsf {5Ni+Y\ {\xrightarrow {1490^{o}C}}\ Ni_{5}Y}}}

## Физические свойства
Иттрийпентаникель образует кристаллы
гексагональной сингонии,
пространственная группа P 6/mmm,
параметры ячейки a = 0,4883 нм, c = 0,3967 нм, Z = 1,
структура типа пентамедькальция CaCu5
.
Соединение конгруэнтно плавится при температуре 1490°С .

## Химические свойства
- При нормальных условиях не реагирует с водородом, но при повышении давления выше 500 атм начинает поглощать его и при ≈1900 атм образуется YNi5H5 (1,3 вес.% H2). При снижении давления водород десорбируется [5].